# Karel Josef Zákoucký
Karel Josef Zákoucký, křtěný Karel Boromejský, používal též pseudonymy Svratouch, K., Sedláček, V., Koucký, Z. A., Karel Zdenko z Průhonu a Zatty, Karel (21. února 1862 Heřmanův Městec – 2. září 1925 Chrudim), byl český učitel, spisovatel, publicista, prozaik a zanícený turista.

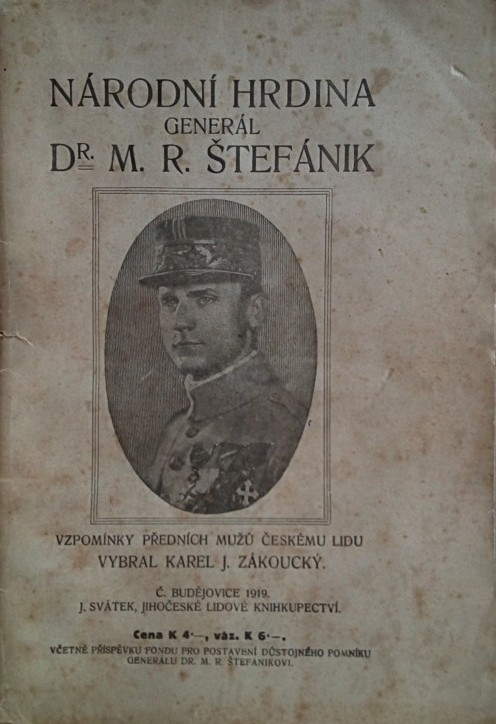
Národní hrdina gen. M.R.Štefánik, vybral Karel Josef Zákoucký v roce 1919

## Život
Karel Josef Zákoucký se narodil v Heřmanově Městci v rodině kožešníka Václava Zákouckého a jeho ženy Barbory Klausové. Základní školu navštěvoval ve svém rodišti, v dalším studiu pokračoval na pardubickém gymnáziu a poté vystudoval Učitelský ústav v Hradci Králové. Definitivu získal jako učitel, později ředitel Měšťanské školy v Heřmanově Městci, kde působil po celý svůj život. Koncem října roku 1891 se v Chrudimi oženil s Marií Bouchelovou. Působil rovněž v řadě spolků, cestoval (mj. do Egypta či Skandinávie) a psal povídky, novely a cestopisy. Byl přítelem J. S. Gutha Jarkovského, se kterým se podílel na propagování turistiky na Chrudimsku, Pardubicku a v oblasti Železných hor. Z jeho popudu byl založen odbor KČT v Heřmanově Městci. Karel Jan Zákoucký zemřel v chrudimské všeobecné nemocnici 2. září roku 1925 a jeho ostatky byly převezeny do Heřmanova Městce a 4. září byl pohřben na městském hřbitově. O tři roky později mu nechali členové Klubu českých turistů postavit v lese nad Konopáčem, poblíž Heřmanova Městce, pomník.
Karel Josef Zákoucký započal svojí literární dráhu už jako student publikováním fejetonů v pardubických novinách Perštýn. Své příspěvky otiskoval nejen v řadě novin, ale i v kalendářích a v zábavných i odborných periodikách. Především v časopisech a novinách používal řadu pseudonymů, např. Marie Bouchalová, Karel Zdenko z Průhonu, K. Svratouch a další. Některé jeho knihy byly přeloženy do bulharštiny a slovinštiny. Mezi lety 1891 až 1925 vydal více než šedesát titulů pod svým vlastním jménem. Psal knihy, povídky, pohádky, cestopisy a pedagogicko-naučné práce. Pod pseudonymem "Karel Zatty" vydal pouze dvě své knihy.